# Soleella junipericola
Soleella junipericola är en svampart som beskrevs av C.L. Hou & M. Piepenbr. 2005. Soleella junipericola ingår i släktet Soleella och familjen Rhytismataceae.   Inga underarter finns listade i Catalogue of Life.